# Episodi di Baby Blues
La prima stagione della serie animata Baby Blues, composta da 13 episodi, è stata trasmessa negli Stati Uniti, da The WB dal 28 luglio al 24 agosto 2000 e su Adult Swim dal 20 gennaio al 10 marzo 2002.
In Italia la stagione è stata trasmessa.
| nº | Titolo originale               | Titolo italiano      | Prima TV USA | Prima TV Italia |
| -- | ------------------------------ | -------------------- | ------------ | --------------- |
| 1  | God Forbid                     |                      |              |                 |
| 2  | Bizzy Moves In                 |                      |              |                 |
| 3  | Rodney Has Two Daddies         | I due papà di Rodney |              |                 |
| 4  | Hurtin' Inside                 |                      |              |                 |
| 5  | The Bitterman Hillbillies      | Il valore dei soldi  |              |                 |
| 6  | World's Greatest Dad           |                      |              |                 |
| 7  | Rodney Moves In                |                      |              |                 |
| 8  | Ugly Zoe                       |                      |              |                 |
| 9  | Wanda Proof                    |                      |              |                 |
| 10 | The Bad Family                 |                      |              |                 |
| 11 | Teddy-Cam                      |                      |              |                 |
| 12 | A Baby Blues Christmas Special |                      |              |                 |
| 13 | Wanda Moves Up                 |                      |              |                 |